# Plan d'ensemble
Le plan d'ensemble d'un navire ou d'un batare est un concept d' architecture navale, représentant la disposition des espaces extérieurs et intérieurs. Avec la coupe au maître et le plan de formes, il forme un des documents principaux lors de la conception d'un navire.
Il s'agit du plan qui exprime le plus le sens artistique de l'architecte naval, à l'opposé des plans de capacités ou de construction qui relèvent davantage de l'ingénierie.

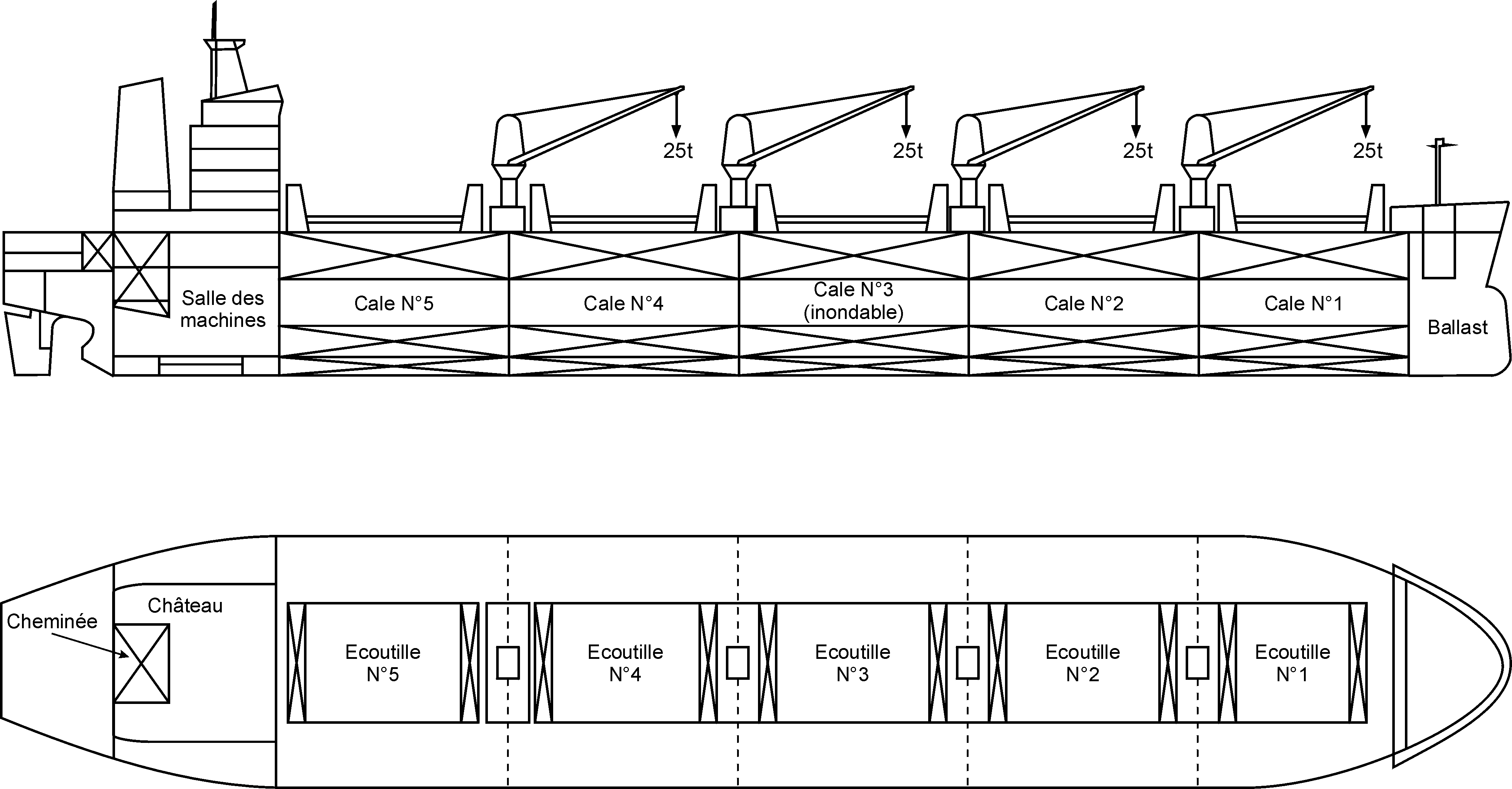
Exemple de plan d'ensemble simplifié d'un vraquier de type Panamax.